# Вероніка Рот
Вероніка Рот (англ. Veronica Roth, нар. 19 серпня 1988) — американська письменниця-фантастка, відома науково-фантастичними і антиутопічними творами. Авторка трилогії «Дивергент», що складається з романів «Нескорена», «Бунтівниця» та «Віддана».

## Біографія
Народилася 19 серпня 1988 року в Нью-Йорку, дитинство провела у Беррінгтоні, штат Іллінойс. Мати — польська художниця Барбара Рідз, батько — німець Едгар Густав Рот. Вероніка — наймолодша з трьох дітей, має брата і сестру. Коли їй було 5 років, батьки розлучилися. Мати одружилася з фінансовим консультантом Френком Россом, що співпрацював з ландшафтними компаніями. Про батька говорить: «Він мав роботу і працював на відстані. Тепер у мене добрі стосунки з моїм вітчимом».
Її бабуся і дідусь по материній лінії одні з вцілілих після концентраційного табору, однак їхні релігійні переконання не сприяли лояльності її матері до віри. Вероніка ознайомилася з християнством на вивченні Біблії у середній школі та стала вірянкою.
Закінчивши середню школу Беррінгтона, вступила до Карлетонського коледжу. Після першого року навчання перевелась до Північно-Західного університету (філологічний факультет), де закінчила творчу програму для майбутніх письменників і вчилася на відмінно, поки не почала прогулювати заняття, щоб писати власну книгу. 
Її перший роман-антиутопія «Дивергент» дебютував на шостій сходинці в списку бестселерів «New York Times», а 2012 року піднімався до другої позначки.
2011 року Вероніка Рот одружилася з фотографом Нельсона Фітчем. Нині мешкає в Чикаго.

## Номінації та нагороди
- 2012 — номінація на премію «Teen Choice Award» в категорії «Choice Other: Book».

## Екранізації
Перша частина трилогії «Дивергент» стала основою для однойменної екранізації з Шейлін Вудлі в головній ролі. За другою анонсовано екранізацію на березень 2015 — «Інсургент», за третьою заплановано дві серії фільму: першу на березень 2016 — «Аллегіант ч.1», а другу на березень 2017 — «Аллегіант ч.2».

## Переклади українською
- Вероніка Рот. Дивергент. Нескорена. — К. : КМ-Букс, 2015. — 384 с. — ISBN 978-617-538-389-6.
- Вероніка Рот. Інсургент. Бунтівниця. — К. : КМ-Букс, 2015. — 384 с. — ISBN 978-617-538-408-4.
- Вероніка Рот. Віддана. — К. : КМ-Букс, 2016. — 384 с. — ISBN 978-966-923-095-9.
- Вероніка Рот. Мітка. — К. : КМ-Букс, 2018. — 384 с. — ISBN 978-966-948-032-3.
- Вероніка Рот. Розділені долею. — К. : КМ-Букс, 2019. — 416 с. — ISBN 978-966-948-361-4.